# Адам Јежи Чарторијски
Адам Јежи Чарторијски (пољ. Adam Jerzy Czartoryski; Варшава, 14. фебруар 1770 — Монтфермел, 15. јул 1861) је био је био пољско-литвански политичар, министар иностраних послова Руске империје који се након поделе Пољске борио за обнову пољске државе.

## Биографија
Адам Јежи Чарторијски је рођен у угледној породици. Добро образовање стекао је од учетеља Ернеста Гродека Готфрида (пољ. Gotfryd Ernest Groddeck) касније професора вилњуског Краљевског универзитета.

## Пољско-руски рат 1792.
Као добровољац, придружио се 1792. литванској војсци и учествовао у пољском-руском рату. Био је командир потпуковник 4. пука и капетан 7. ескадре коњичке Народне бригаде. Добио је Витешки крст за војне врлине. Заједно са остатком војске Литваније оптужио је власти краља Станислава за издају. Убрзо након тога, 16. августа 1792, повукао из војне службе, и отпутовао за Беч и Лондон.

## Дипломатија 1804-1806.
Адам Јежи Чарторијски као министар иностраних послова Руске империје тога доба активно учествује у настојањима хришћанске Европе у војном потискивању Османског царства. Руско-турски и аустро-турски ратови током XVIII века отворили су питање даљег опстанка Османског царства у Европи.

## Српска револуција 1804.
Руски цар Александар послао је 1805. године у Црну Гору и Херцеговину специјалног представника Стјепана Андрејевича Санковског. Санковски је министру иностраних послова Адаму Чарторијском, поднео детаљан извештај. Извештај се односио на потпуну cпремност устаника у пљеваљском, клобучком (увала  Бобовци,  Језерци и Шаранци) никшићком, колашинском, требињcком, мостарском кадилуку је да се сусретну са Карађорђем Петровићем на Тари код Пљеваља између српских гравитационих центра. Циљ сусрета био је настојање племенa и братстава Црне Горе и Херцеговине да крену у нове заједничке борбе против Турака Османлија које у овим крајевима никад нису ни престајале. До сусрета није дошло, саветовано је да стрпљењем и ћутањем очекују срећни дан њиховог ослобођења о чему брине руски цар Александар и да ради тога без сагласности цара Александра ништа не предузимају против Османског царства.